# Aspidiske
Aspidiske, Bayer-Bezeichnung Iota Carinae (ι Carinae) ist der vierthellste Stern im Sternbild Kiel des Schiffs. 
Aspidiske gehört der Spektralklasse F0 (Morgan-Keenan A81b) an und besitzt eine scheinbare Helligkeit von +2,26m, womit er zu den 100 hellsten Sternen am Nachthimmel gehört. Er ist ca. 800 Lichtjahre entfernt und hat eine 5000 mal höhere Leuchtkraft als unsere Sonne.
Die IAU Working Group on Star Names (WGSN) hat den Eigennamen Aspidiske am 20. Juli 2016 als standardisierten Eigennamen für diesen Stern festgelegt.